# 阿部真生騎
阿部 真生騎（あべ まいき、2004年1月17日 - ）は、東京都出身のオートバイレーサー。父はロードレース世界選手権500ccクラス等で活躍した阿部典史。祖父は元オートレース選手でチーム・ノリック監督の阿部光雄。

## 経歴
13歳の時にバイクを乗り始め、ダートからのキャリアを開始。14歳の時にロードレースに転向。
2021年、全日本ロードレース選手権ST600クラスに参戦。最高位は開幕戦もてぎで記録した13位（ランキング23位）。
2022年、Webike・チーム・ノリック・ヤマハから全日本ロードレース選手権ST600クラスにフル参戦および鈴鹿・オートポリスラウンドでJSB1000クラスにスポット参戦。同年6月7日 - 11日にバレンティーノ・ロッシが主催する「ヤマハVR46マスターキャンプ」に参加した。
2023年、VFTレーシング・ヤマハからスーパースポーツ世界選手権にフル参戦。
2024年、CIVイタリアン・スピード・チャンピオンシップに参戦したが、最終戦イモラの参戦をキャンセルし帰国した。

## レース戦績

### スーパースポーツ世界選手権
- 凡例
- ボールド体のレースはポールポジション、イタリック体のレースはファステストラップを記録。

| 年     | バイク | 1   | 2   | 3   | 4   | 5       | 6       | 7       | 8      | 9       | 10     | 11      | 12      | 13     | 14      | 15     | 16     | 17      | 18      | 19      | 20      | 21     | 22     | 23  | 24  | 順位 | ポイント |
| ------ | ------ | --- | --- | --- | --- | ------- | ------- | ------- | ------ | ------- | ------ | ------- | ------- | ------ | ------- | ------ | ------ | ------- | ------- | ------- | ------- | ------ | ------ | --- | --- | ---- | -------- |
| 2023年 | ヤマハ | AUS | AUS | INA | INA | NED DNQ | NED DNQ | SPA Ret | SPA 27 | EMI Ret | EMI 21 | GBR Ret | GBR DNQ | ITA 20 | ITA Ret | CZE 26 | CZE 22 | FRA DNS | FRA DNS | SPA DNS | SPA DNS | POR 26 | POR 26 | JER | JER | NC   | 0        |